# Миколаївка (Новомиргородська міська громада)
Микола́ївка (колишні назви — Байлове, Вінтель-Миколаївка, Кру́пське) — село в Україні, у Новомиргородському районі Кіровоградської області. Населення становить 88 осіб. Орган місцевого самоврядування — Коробчинська сільська рада.

## Історія
На місці нинішньої Миколаївки до 1750-х років стояла пасіка козака Радка Литвина. Пізніше тут виникло офіцерське село Байлове.
17 березня 2016 року село Крупське було перейменовано на Миколаївку.

## Населення
Згідно з переписом УРСР 1989 року чисельність наявного населення села становила 123 особи, з яких 52 чоловіки та 71 жінка.
За переписом населення України 2001 року в селі мешкало 85 осіб. 100 % населення вказало своєю рідною мовою українську мову.

## Економіка
В селі діє ТОВ «Вентура», що спеціалізується по виробництву сільськогосподарської продукції. На підприємстві використовується сучасна англійська техніка; воно є спонсором новомиргородського ФК «Вентура+».

## Вулиці
У Миколаївці налічується дві вулиці — вул. Набережна та вул. Степова.

## Відомі люди
- Нетреба Діна Свиридівна — краєзнавець, член Національної спілки краєзнавців України
- Кочерга Павло Євтихійович — Герой Радянського Союзу, лейтенант